# كارلوس اوريخويلا
كارلوس اوريخويلا (بالإسبانية: Carlos Orejuela) (4 أبريل 1980 بليما في بيرو - ) هو مدرب كرة قدم ولاعب كرة قدم بيروفي في مركز الهجوم. شارك مع منتخب بيرو لكرة القدم. أما مع النوادي، فقد لعب مع أليانزا ليما والجامعي دي بيرو وريال مدريد وسيينسيانو ونادي سبورتينغ كريستال ونادي أياكوتشو وسبورت بويز وTotal Chalaco ‏.

## روابط خارجية
- كارلوس اوريخويلا على موقع قاعدة بيانات كرة القدم.إي يو (الإنجليزية)
- كارلوس اوريخويلا على موقع ناشيونال فوتبول تيمز (الإنجليزية)